# Jim Grabowski
James S. Grabowski é um ex-jogador profissional de futebol americano estadunidense.

## Carreira
Jim Grabowski foi campeão do Super Bowl II jogando pelo Green Bay Packers.